# 东北生活文化大学短期大学部

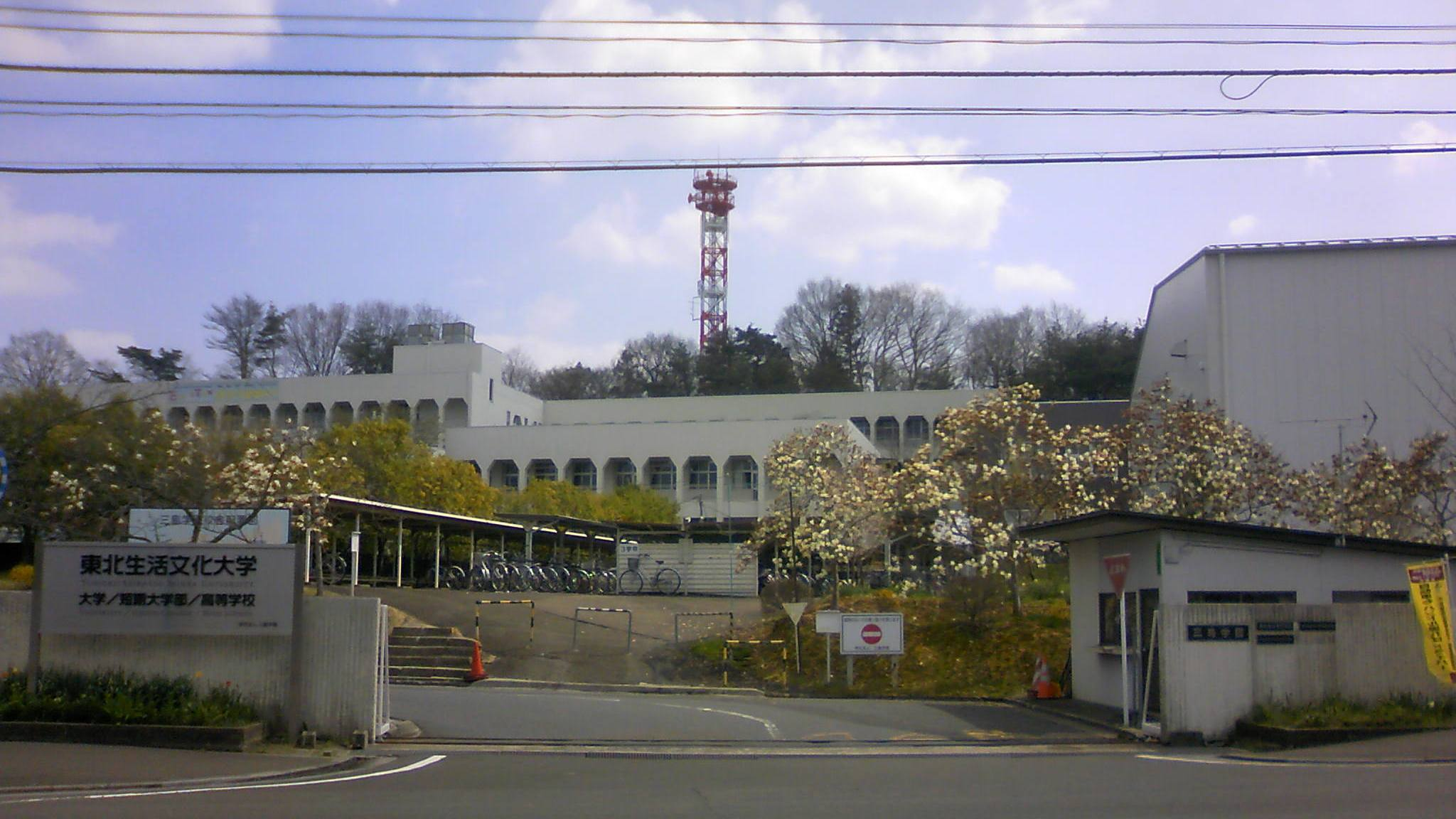
東北生活文化大学

东北生活文化大学短期大学部（日语：／ Tohoku Seikatsu Bunka Daigaku Tanki Daigakubu *），简称文短（ぶんたん），是一所位于日本宫城县仙台市泉区的私立短期大学。

## 概要

### 简介
- 学校最早可以追溯到1900年[1]。短期大学为于1951年开办[1]、由学校法人三岛学园经营。开始招収男学生于2004年。

### 历史
- 1951年 三岛学园女子短期大学成立并同时设置服装科[注 4][1]。
- 1954年 服装科[注 4]变更为家政科、第二部成立。
- 1955年 业余课程家政专修成立[1]。
- 1958年 业余课程家政专修停办[1]。
- 1962年 体育科成立[1]。
- 1973年 体育科招生最后。
- 1974年 体育科停办[1]。
- 1975年 家政科第二部招生最后。
- 1982年 今年9月30日家政科第二部正式停办[1]。
- 2001年 家政科变更为生活文化学科[1]。
- 2004年 改校名为东北生活文化大学短期大学部[1]。开始招収男学生。
- 2005年 生活文化学科分离为生活学专攻和儿童生活专攻[1]。
- 2012年 生活学专攻招生最后[1]。
- 2013年 食物营养学专攻成立[1]。

### 宪章
- 请参看东北生活文化大学短期大学部的标志（页面存档备份，存于） （日語） 2013年12月15日阅览。

## 学校环境
- 校区：在宫城县仙台市泉区

## 历任校长
- 佐藤兑：第一代短期大学校长[2]。
- 秋叶征夫：现在短期大学校长[3]

## 组织

### 学科
- 生活文化学科
  - 生活学专攻[注 1]　
  - 食物营养学专攻
  - 儿童生活专攻

### 前学科
- 家政科
  - 第一部
  - 第二部[注 2]
- 体育科[注 3]

### 专科
| - 家政专攻：已停办 |

### 业余课程
| - 家政专修：已停办 |

### 附属学校
| - 附属ますみ幼儿园：成立于1955年 |

### 附属机关
| - 图书馆 |

## 相关链接
- 日本短期大学列表
- 东北生活文化大学